# Philologisch-Kulturwissenschaftliche Fakultät der Universität Wien

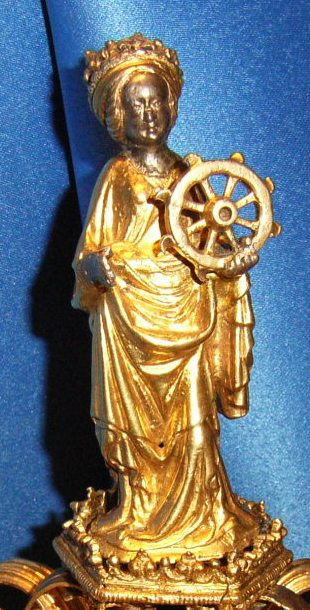
Die hl. Katharina von Alexandrien ist die Schutzpatronin der Philosophie. Diese kleine vergoldete Silberfigur von 1401 befindet sich auf dem Szepter der ehemaligen Philosophischen Fakultät, das 1666 geschaffen wurde und nach wie vor bei feierlichen Anlässen Verwendung findet.

Die Philologisch-Kulturwissenschaftliche Fakultät der Universität Wien ist eine der Fakultäten der Universität Wien. Sie befindet sich im Hauptgebäude, Universitätsring 1, Innere Stadt (1. Bezirk).

## Die Fakultät
Mit 20.000 Studenten ist die Philologisch-Kulturwissenschaftliche Fakultät die größte an der Universität Wien. Hier sind 64 Professoren und etwa 250 Dozenten und Assistenten tätig. (Zahlen 2006) Seit dem Wintersemester 2022 ist der Germanist und Professor für Ältere deutsche Sprache und Literatur Stephan Müller Dekan der Fakultät. Seine Vorgänger waren die Sprachwissenschaftlerin Melanie Malzahn (2016–2022) und der Germanist Matthias Meyer (2012–2016).
Aus der heutigen, neuorganisierten Fakultät sind im Laufe des letzten Jahrzehnts zwei Rektoren der Universität Wien bestellt worden (Alfred Ebenbauer und Wolfgang Greisenegger). Weiters wurden im gleichen Zeitraum zwei Spitzenpositionen der Österreichischen Akademie der Wissenschaften von Professoren der Fakultät besetzt (Herwig Friesinger und Werner Welzig).
Bis 1997 waren die Institute der damaligen Geisteswissenschaftlichen Fakultät auf etwa zwanzig verschiedene Standorte verteilt. Heute gibt es im Wesentlichen nur noch zwei Standorte: das Hauptgebäude am Ring und den Campus. Zentraler Gegenstand der Philologisch-Kulturwissenschaftlichen Fakultät ist der in der Gesellschaft handelnde Mensch in seiner geschichtlichen Bedingtheit und im Lichte seiner kulturellen Leistungen, speziell im Bereich von Sprache, Literatur und Musik.

## Geschichte

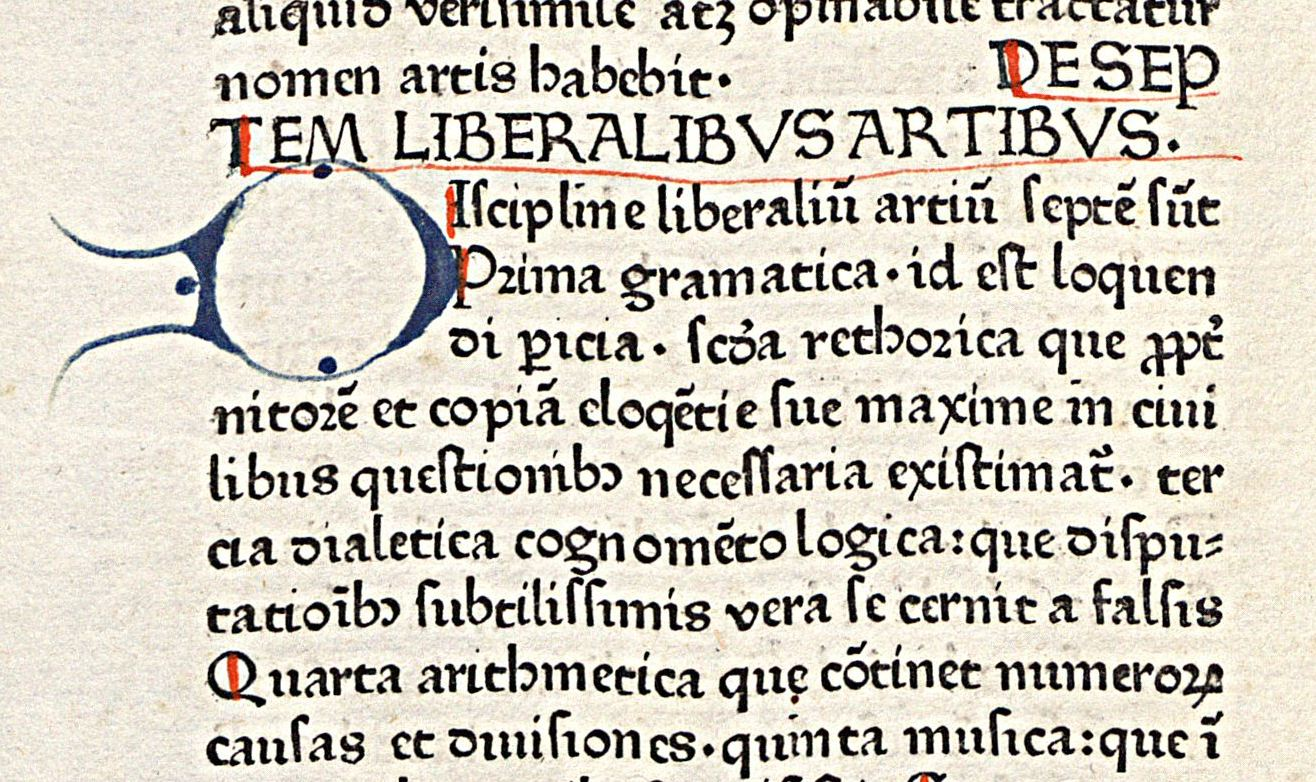
De septem liberalibus artibus, St.Isidor von Sevilla (Isidorus Hispalensis): Etymologiarum libb.XX. Straßburg, Johann Mentelin um 1473.

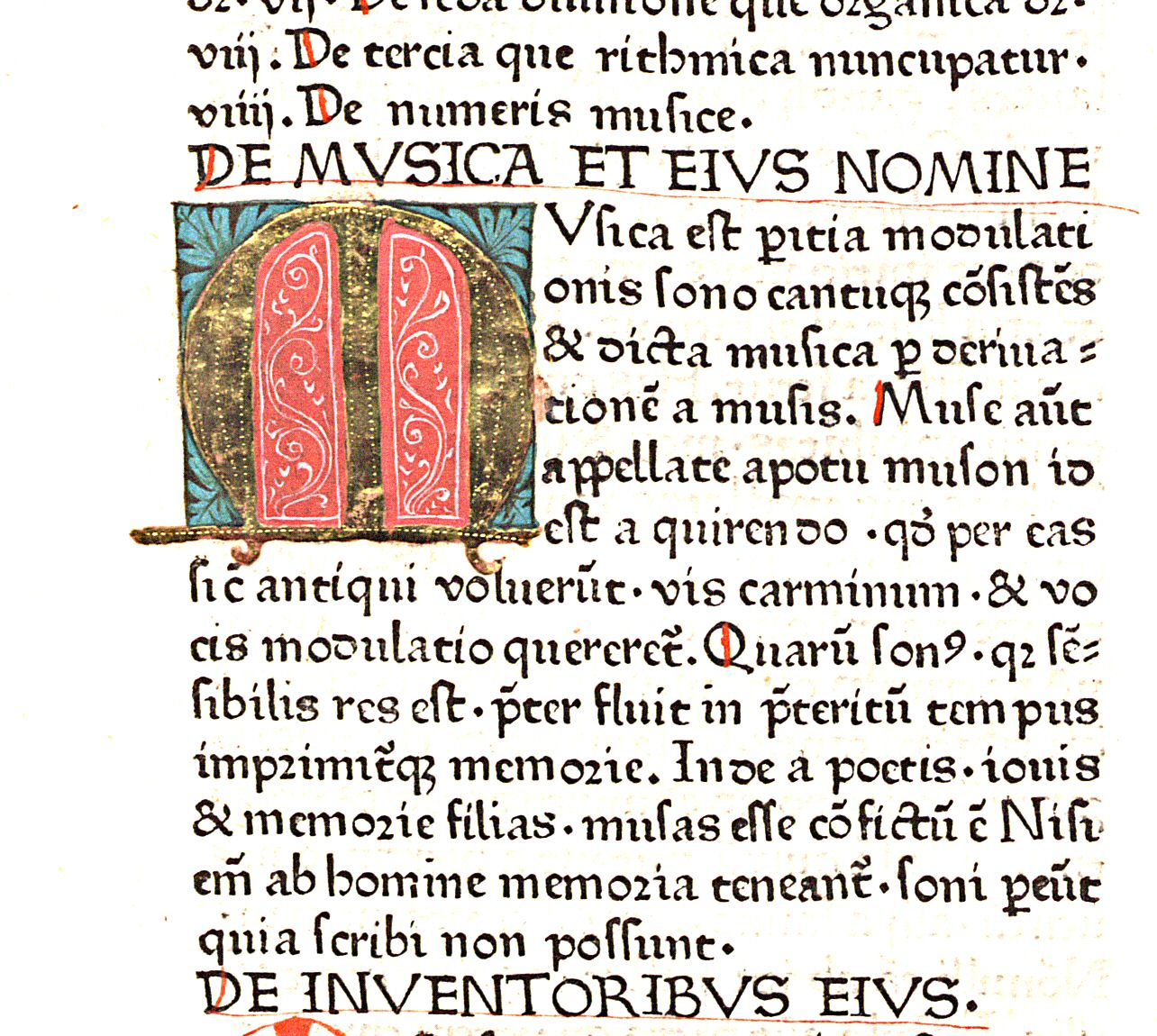
De musica et eius nomine, St.Isidor von Sevilla (Isidorus Hispalensis): Etymologiarum libb.XX. Straßburg, Johann Mentelin um 1473.

Lehre, Forschung und Verwaltung an der Fakultät sind das Ergebnis einer über 600-jährigen Entwicklung, die im Gründungsjahr 1365 – die Gründungsurkunde ist heute im Archiv der Universität verwahrt – mit der sogenannten Artistenfakultät im Sinne des mittelalterlichen Universitätskonzepts begann. Hier erwarb man mit Hilfe der septem artes liberales (Grammatik, Rhetorik, Dialektik, Arithmetik, Geometrie, Astronomie, Musik) eine umfassende, „enzyklopädische“ Allgemeinbildung, die als Voraussetzung für das Studium der Theologie, Jurisprudenz und Medizin galt. Dieses System hielt sich bei allen Veränderungen im Detail über viele Phasen des Aufschwungs und des Niedergangs hinweg bis zum Revolutionsjahr 1848. Erst 1849 erfolgte die Gründung einer – nunmehr gleichrangigen – Philosophischen Fakultät, die in den Geistes- und Naturwissenschaften gewaltige Fortschritte erzielte.
Mit 1. Oktober 2024 soll das Institut für Islamisch-Theologische Studien, das bis dahin an der Philologisch-Kulturwissenschaftlichen Fakultät verankert war, Teil der Katholisch-Theologischen Fakultät werden.

## Transdisziplinarität
Den von der Universität Wien gepflegten humanistischen Werten fühlt sich die Philologisch-Kulturwissenschaftliche Fakultät zutiefst verbunden und verpflichtet. Zur Philologisch-Kulturwissenschaftlichen Fakultät gehören heute 14 Institute. Mit ihrem breiten Angebot an Forschung und Lehre sorgen sie dafür, dass der Blick über die Grenzen des Landes und über Europa hinaus ausgedehnt wird und Kompetenzen für politische, kulturelle und wirtschaftliche Beziehungen zu allen Weltregionen entwickelt und vermittelt werden.
Die Disziplinen der Fakultät untersuchen Kulturen in deren sprachlichen und geschichtlichen Dimensionen, in ihren regionalen, nationalen, ethnischen, sozialen und geschlechtsspezifischen Unterschieden sowie in ihren überregionalen und globalen Zusammenhängen.
Diese Vielfalt der Fachrichtungen, welche in Österreich einzigartig ist, trägt wesentlich zu ihrer international anerkannten Stellung bei. So werden z. B. Afrikanistik, Finno-Ugristik, Nederlandistik, Skandinavistik, Arabistik, Turkologie, Islamwissenschaften, Indologie, Tibetologie, Sinologie, Koreanologie und Japanologie nur in Wien angeboten. Die Theater-, Film- und Medienwissenschaft, die Asienwissenschaften und die Musikwissenschaft werden kontinuierlich ausgebaut. Eine Reihe von Fachbereichen ist zudem im Aufbau begriffen und in ersten konkreten Ansätzen vorhanden: Keltologie, Lusitanistik, Neolatinistik, Ukrainistik.
Weiters berücksichtigen die Institute für Germanistik, Anglistik, Romanistik und Slawistik das breite Spektrum der europäischen Sprachen. Somit ist die heute erreichte Transdisziplinarität und das hohe Maß an Synergieeffekten nur durch die Bandbreite der an der Fakultät vorhandenen Vielfalt möglich.
In der Lehre werden mehr als 50 neue Studienpläne nach dem Bologna-System entwickelt, dazu kommt die Integration der Neuen Medien und technischen Hilfsmittel in den fakultären Lehrbetrieb.
Derartige Kompetenzen gewinnen im Zuge der Globalisierung immer größere Bedeutung.

## Institute
- Institut für Afrikawissenschaften
- Institut für Anglistik und Amerikanistik
- Institut für Europäische und Vergleichende Sprach- und Literaturwissenschaft, mit folgenden Abteilungen bzw. Arbeitsgruppen:
  - Abteilung für Finno-Ugristik
  - Abteilung für Skandinavistik
  - Abteilung für Vergleichende Literaturwissenschaft
  - Arbeitsgruppe Digital Philology
  - Abteilung für Nederlandistik (bis 2022)
- Institut für Germanistik
- Institut für Klassische Philologie, Mittel- und Neulatein
- Institut für Musikwissenschaft
- Institut für Orientalistik
- Institut für Ostasienwissenschaften
- Institut für Romanistik
- Institut für Slawistik
- Institut für Sprachwissenschaft
- Institut für Südasien-, Tibet- und Buddhismuskunde
  - CIRDIS Center for Interdisciplinary Research and Documentation of Inner and South Asian Cultural History
- Institut für Theater-, Film- und Medienwissenschaft